# Besseria lateritia
Besseria lateritia là một loài ruồi trong họ Tachinidae.